# Аспергилл разноцветный
Асперги́лл разноцве́тный (лат. Aspergíllus versícolor) — вид несовершенных грибов (телеоморфная стадия неизвестна), относящийся к роду Аспергилл (Aspergillus).

## Описание
Колонии на агаре Чапека с дрожжевым экстрактом (CYA) 1,5—2,5 см в диаметре на 7-е сутки, бархатистые или шерстистые, с белым, бежевым или оранжевым мицелием и различной интенсивности спороношением в серо-зелёных тонах. Иногда выделяется розоватый до винно-красного экссудат. Реверс коричнево-оранжевый до красно-коричневого. При 37 °C колонии обычно не растут, реже до 1 см в диаметре, при 5 °С не растут (температурный оптимум — около 27 °C). На агаре с солодовым экстрактом (MEA) колонии 1,2—2,5 см в диаметре на 7-е сутки, бархатистые, обильно спороносящие в тускло-зелёных тонах.
Конидиеносные головки двухъярусные, с жёлтостенной ножкой 300—600 мкм длиной, с незначительным до почти шаровидного апикальным вздутием до 12—16 мкм. Метулы покрывающие верхнюю половину или две трети вздутия (если оно слабо выражено, то часто только его конец) 5,5—8 мкм длиной. Фиалиды 5—7,5 мкм длиной. Конидии шаровидные, шероховатые до шиповатых, очень мелкие, 2—2,5 мкм в диаметре.

### Отличия от близких видов
Определяется по медленнорастущим колониям с двухъярусными конидиальными головками, у которых апикальные вздутия небольшие, а также по слабому или отсутствующему росту при 37 °С. Характерна разнообразная яркая окраска мицелия и реверса колоний.

## Экология
Космополит, встречающийся на различных органических субстратах, часто выделяется из почвы и с пищевых продуктов.

## Значение
Продуцент стеригматоцистина — прекурсора афлатоксинов. Часто выделяется из воздуха во влажных помещениях, способен вызывать раздражения слизистых.

## Таксономия
Aspergillus versicolor (Vuill.) Tirab., Ann. Bot. (Roma) 7: 9 (1908). — Sterigmatocystis versicolor Vuill. in Mirsky, Erreur Dét. Asp. Paras. Homme 15 (1903).